# Благодійний фонд Тіни Кароль
Благодійний фонд Тіни Кароль — українська благодійна організація з допомоги дитячим онкологічним відділенням лікарень в Україні. Допомога надається у придбанні обладнання або медикаментів. Фонд засновано 1 червня 2014 року та переважно фінансується Тіною Кароль.

## Історія
Українська співачка Тіна Кароль створила благодійний фонд 1 липня 2014 року. До 2016 року фонд мав назву «Полюс тяжіння», у квітні 2016 року організацію перейменовано на «Благодійний фонд Тіни Кароль».

## Діяльність
27 липня 2014 року Кароль відкрила благодійний інтернет-магазин з метою перерахування прибутку на допомогу онкохворим дітям.
У квітні 2015 року співачка дала 2 сольних концерти «Я все ще люблю» в Палаці культури «Україна». Всі кошти з першого концерту були перераховані на рахунки Фонду. Загалом за 2015 рік Фонд Тіни Кароль допоміг 25-ти онкологічним лікарням України.
7 червня 2015 року, у фіналі пісенного проєкту «Голос країни-5», подарувала квартиру в Києві своєму вихованцю Антону Копитіну, який з сім'єю через війну на Сході України був змушений покинути Донецьк, щоб врятувати дружину і дітей від війни.
У 2016 році, на честь Міжнародного Дня захисту дітей, Тіна Кароль разом з телеканалом 1+1, організувала благодійну акцію #ТвориДоброТиНеОдин. Мета акції — залучити кожну дорослу людину в Україні в цей день зробити щось корисне для дитини.
У 2016 та 2018 роках брала участь у зйомках для благодійного фотопроєкту «Щирі», присвяченого українському національному костюму та його популяризації. Проєкт було реалізовано зусиллями ТЦ «Домосфера» та комунікаційної агенції Gres Todorchuk. Усі кошти від продажу календарів з моделями у традиційних костюмах передано на культурні проєкти, зокрема Музею народної творчості Михайла Струтинського, Новоайдарському краєзнавчому музею та Національному центру народної культури «Музей Івана Гончара».
1 червня 2017 року фонд Тіни Кароль перерахував 200 тисяч гривень онкологічним відділенням в містах Миколаїв, Запоріжжя та Кропивницький.
В листопаді 2017 року Тіна Кароль стала першим українським артистом, що зіграв 7 сольних концертів поспіль в Палаці культури «Україна» при повному аншлазі. Ця серія концертів презентувала новий альбом співачки «Інтонації». Останній сьомий концерт Тіна Кароль зробила благодійним, запросивши на нього дітей та лікарів, яким допомагає її фонд, а також волонтерів різних благодійних фондів, дітей та дружин бійців АТО зі всієї України.
У 2018 році Фонд Тіни Кароль виділив 500 тисяч гривень на допомогу дитячим онкологічним лікарням України. Необхідні медикаменти отримали лікарні Запоріжжя, Миколаєва, Кропивницького, Лисичанська, Сум, Харкова і Одеси.
19 грудня 2019 року, на день Святого Миколая, Тіна Кароль взяла участь в благодійному марафоні телеканалу 1+1 в етері ранкового шоу «Сніданок з 1+1». В цей день ведучі представляли зіркові лоти, за які протягом дня змагались глядачі каналу. Всі виручені кошти від аукціону були передані на потреби важкохворих дітей — підопічних проекту «Здійсни мрію».
Після повномасштабного російського вторгнення в Україну 24 лютого 2022 року, фонд Тіни Кароль розширив напрями своєї діяльності. Окремим напрямком роботи фонду у 2022 році стала допомога українцям, які постраждали від військових дій РФ проти України, а також підтримка дітей українських захисників. Зокрема, фонд надав допомогу жінкам-військовим, придбав автомобіль для розвідувальної групи ЗСУ та купив утеплену форму для прикордонних загонів ЗСУ.
20 березня 2022 року Тіна взяла участь у великому благодійному концерті «Разом з Україною» у польському місті Лодзь, де заспівала пісні «Закрили твої очі» і «Україна — це ти». До виконання якої приєдналась Амелія Анісович, яка стала відомою на весь світ завдяки відео, на якому виконує пісню з мультфільму «Крижане серце» у бомбосховищі. 26 березня 2022 року у Тель-Авіві відбувся благодійний концерт Unite for Ukraine, на якому Тіна Кароль зібрала гроші на закупівлю медикаментів для лікарні у Дніпрі. Концерт відбувся за підтримки посольства України в Ізраїлі. Було зібрано 2 мільйони гривень.
5 квітня 2022 року, благодійний фонд Тіни Кароль «Полюс тяжіння», у партнерстві з Ізраїльським фондом Israeli Friends of Ukraine придбали необхідні ліки для двох лікарень України, які спеціалізуються на лікуванні онкохворих дітей. Співачка наголосила, що під час війни її фонд продовжить свою роботу та допомагатиме дітям боротися з онкологією.
31 липня 2022 року в Алмати (Казахстан) пройшов антивоєнний концерт українських і казахських зірок — «Voice of Peace», в якому взяли участь українські артисти Тіна Кароль, Монатік та Dorofeeva. Збори від концерту у розмірі 50 тисяч доларів були передані у благодійний фонд Тіни Кароль для гуманітарної допомоги українським дітям, а також для підтримки дитячих онкологічних лікарень України.
У серпні 2022 року, співачка подарувала квартиру для сім'ї 9-річного хлопчика Єгора Кравцова, який навесні зворушив всю Україну своїм щоденником з описом життя в окупованому Маріуполі. Нове житло сім'ї тепер розташоване в Івано-Франківській області.
Восени 2022 року фонд реалізував проєкт Тіни Кароль «Шкільний рюкзак», в рамках якого було закуплено необхідне шкільне приладдя для дітей бійців полку «Азов», які пішли до першого класу. Кожній родині було передано «шкільний рюкзак», до якого увійшло усе необхідне для навчання на цілий рік, загалом 94 одиниці шкільного приладдя для кожного майбутнього учня.
19 грудня 2022 року, у День святого Миколая, Тіна Кароль разом з Міністром внутрішніх справ України Денисом Монастирським вручили подарунки юним українцям, які проявили сміливість та героїзм під час війни. Того ж дня Фонд Тіни Кароль надав допомогу Черкаському обласному онкологічному диспансеру, передавши до дитячого відділення необхідний запас медикаментів та спеціальний холодильник для їхнього зберігання. У межах своєї діяльності фонд надав допомогу завдяки пожертві, отриманої від зборів з концерту на підтримку України «Voice of Peace», який відбувся в Алмати у липні 2022 року.
Загалом протягом 2022 року Фонд Тіни Кароль надав допомогу онкологічним лікарням у Тернополі, Чернівцях, Хмельницькому, Мукачеві, Харкові, Луцьку, Одесі, Львові та Дергачі на загальну суму понад 1,5 млн грн.
В січні 2023 року Фонд Тіни Кароль у співпраці з головою Rakuten Group та месенджера Viber Хіроші Мікітані передав Україні 500 генераторів. Всі прилади були доставлені до відповідних українських міст, енергосистема яких найбільше постраждала від російських обстрілів. Загальна вартість генераторів становить близько 900 тисяч доларів.
На початку червня 2023 року, після підриву Каховської ГЕС, фонд Тіни Кароль придбав та передав у Херсон необхідне спорядження для постраждалих: човни, штани-броди та жилети.